# Portazgo (Madrid)
Portazgo es un barrio administrativo de Madrid que se encuentra al norte del distrito de Puente de Vallecas.

## Ubicación
Está delimitado por las siguientes vías:
- Avda. Pablo Neruda
- C/ Pío Felipe
- Avda. Buenos Aires
- Avda Mediterráneo

## Transportes

### Cercanías Madrid
En el barrio no hay ninguna estación de Cercanías. Las más cercanas son las de Asamblea de Madrid-Entrevías, El Pozo y Vallecas (Líneas C-2, C-7 y C-8) situadas en barrios aledaños. También es interesante la conexión con la estación de Atocha (C-2, C-3, C-4, C-5, C-7, C-8 y C-10) a través de la línea 1 del metro y las líneas 54, 57 y 141 de la EMT.

### Metro de Madrid
Las estaciones de Buenos Aires y Alto del Arenal, pertenecientes a la línea 1, se sitúan en el centro del barrio, bajo la Avenida de la Albufera.

### Autobuses
Dentro de la red de la Empresa Municipal de Transportes de Madrid, las siguientes líneas prestan servicio al barrio:
| Línea | Terminales                            |
| ----- | ------------------------------------- |
| 10    | Cibeles – Palomeras                   |
| 54    | Estación de Atocha – Congosto         |
| 57    | Estación de Atocha – Alto del Arenal  |
| 58    | Puente de Vallecas – Santa Eugenia    |
| 63    | Felipe II – Santa Eugenia             |
| 103   | Estación El Pozo – Ecobulevar         |
| 141   | Estación de Atocha – Buenos Aires     |
| 142   | Pavones – Ensanche de Vallecas        |
| 143   | Manuel Becerra – Villa de Vallecas    |
| 144   | Pavones – Entrevías                   |
| 145   | Conde de Casal – Ensanche de Vallecas |
| 310   | Pacífico – Estación de El Pozo        |
| E     | Conde de Casal – Sierra de Guadalupe  |
| N9    | Cibeles – Ensanche de Vallecas        |
| N10   | Cibeles – Palomeras                   |
| N25   | Alonso Martínez – Villa de Vallecas   |

- Datos: Q18005921
- Multimedia: Portazgo neighborhood, Madrid / Q18005921